# قسطجون (نبرة)
قسطجون هي مدينة وبلدية تقع في منطقة نبرة في شمال إسبانيا.